# Isola del Liri
Isola del Liri település Olaszországban, Lazio régióban, Frosinone megyében. Lakosainak száma 10 735 fő (2023. január 1.). Isola del Liri Arpino, Sora és Castelliri községekkel határos.

## Népesség
A település lakossága az elmúlt években az alábbi módon változott:
| Lakosok száma | 11 584 | 11 482 | 10 735 |
|               | 2017   | 2018   | 2023   |